# Bernhard Morgenthaler
Bernhard Morgenthaler (* 21. Juni 1987) ist ein österreichischer Fußballspieler. 

## Vereinskarriere
Seine Karriere begann er beim SV Schwechat, bereits als Zehnjähriger wechselte er in die Südstadt zur Admira. Als Nachwuchsspieler verbrachte er auch einige Zeit bei SK Rapid Wien. Im Sommer 2006 bekam Morgenthaler ein lukratives Angebot vom Grazer AK, musste aber bereits nach kurzer Zeit wieder zur Admira zurückkehren, da es bei diesem Transfer Ungereimtheiten gab. Im Jänner 2008 wechselte er zum ASK Schwadorf. Im Sommer 2008 fusionierten Schwadorf und Admira zum FC Trenkwalder Admira Wacker Mödling, Morgenthaler fand danach aber unter den Trainern Heinz Peischl und Walter Schachner keine besondere Beachtung. Die letzten Spiele bestritt er in der Regionalliga Ost bei den Admira-Amateuren. Im Sommer 2009 endete sein Vertrag bei der Admira.
Im Juni 2010 wurde bekannt, dass Morgenthaler zu seinen Wurzeln, zu Trenkwalder Admira, zurückkehrt.
Er maturierte an der Liese-Prokop-Privatschule für Hochleistungssportler im Jahr 2006/07. Weiters absolvierte er eine Ausbildung zum Fitlehrwart in München. Diese Ausbildung ist als zweites Standbein gedacht, im Falle einer karrieregefährdenden Verletzung.

## Nationalmannschaft
Im Juli 2007 nahm er an der U20-Weltmeisterschaft in Kanada teil (4. Platz).

## Erfolge
- 1× Meister Erste Liga: 2011